# Josep Domenech i Bonet
Josep Domenech i Bonet, amb nom religiós de Fra Benet (Santa Coloma de Gramenet, Barcelonès, 6 de setembre del 1892 - Manresa, 7 d'agost de 1936) fou un religiós caputxí català.
Cursà estudis al Seminari Conciliar de Barcelona i sol·licità d'ingressar amb els frares caputxins. Vestí l'hàbit al Convent de Caputxins d'Arenys de Mar el 18 de febrer del 1909 i rebé el presbiterat el 29 de maig del 1915. Destinat al convent d'Igualada, exercí de formador i professor a l'Escola Seràfica. El febrer del 1925 fou destinat a Manresa amb el càrrec de vicemestre de novicis i el 1927 fou nomenat mestre de novicis. Entusiasmat amb el moviment de renovació litúrgica, estudià cant gregorià al Monestir de Montserrat, el 1923 fundà a Manresa els «Amics del cant gregorià» i reformà l'església conventual de Manresa, que esdevingué un exemple de simplicitat franciscana i d'elegància litúrgica.
Caputxí de tarannà ascètic i exemple de vida consagrada, amb motiu de la persecució religiosa el P. Benet es refugià a Casajoana, una masia situada a la veïna població del Pont de Vilomara i Rocafort, on sojornà fins que, arran d'unes delacions, el 6 d'agost fou identificat i detingut per uns milicians que l'escarniren i el torturaren. Finalment fou assassinat in odium fidei el 7 d'agost del 1936, al Pla de Cal Gravat, situat entre el quilòmetre dos i tres de la carretera de Manresa al Pont de Vilomara.
La seva beatificació, juntament amb Fra Domenech de Sant Pere de Riudebitlles, i Fra Josep Oriol, de Barcelona, tots tres màrtirs caputxins assassinats a Manresa l'any 1936 per la seva condició religiosa, està prevista pel 14 de novembre del 2020 a la basílica de Santa Maria de la Seu de Manresa. La missa de beatificació serà presidida pel cardenal prefecte de la Congregació per les Causes dels Sants, Monsenyor Angelo Becciu. La beatificació de Fra Benet i els altres dos frares caputxins és la primera dels temps moderns al bisbat de Vic, des que el papa Benet XVI va traslladar les cerimònies de beatificació a les diòcesis dels beatificats (i no a Roma) per tal d'apropar el seu testimoni a l'església local. El procés de beatificació de Fra Benet va començar a la diòcesi de Vic el 18 d'abril del 1955, i va ser tramès a Roma l'any 1962 i prosseguit i completat entre els anys 1997 i 2005. Finalment, el 24 de gener de 2020, el papa Francesc aprovava de manera oficial la seva beatificació.